# شوارع الشام العتيقة (مسلسل)
شوارع الشام العتيقة مسلسل سوري، من إخراج غزوان قهوجي، وتأليف علاء عساف. شارك في المسلسل عددًا من الفنانين، منهم: رشيد عساف، صباح الجزائري، علاء عساف، جوان الخضر، عاصم حواط، ولاء عزام، وغيرهم.

## وصلات خارجية
- صفحة مسلسل شوارع الشام العتيقة على موقع السينما.كوم